# Liste des maires de Mauriac (Cantal)
Cet article dresse une liste par ordre de mandat des maires de Mauriac.

## Liste des maires

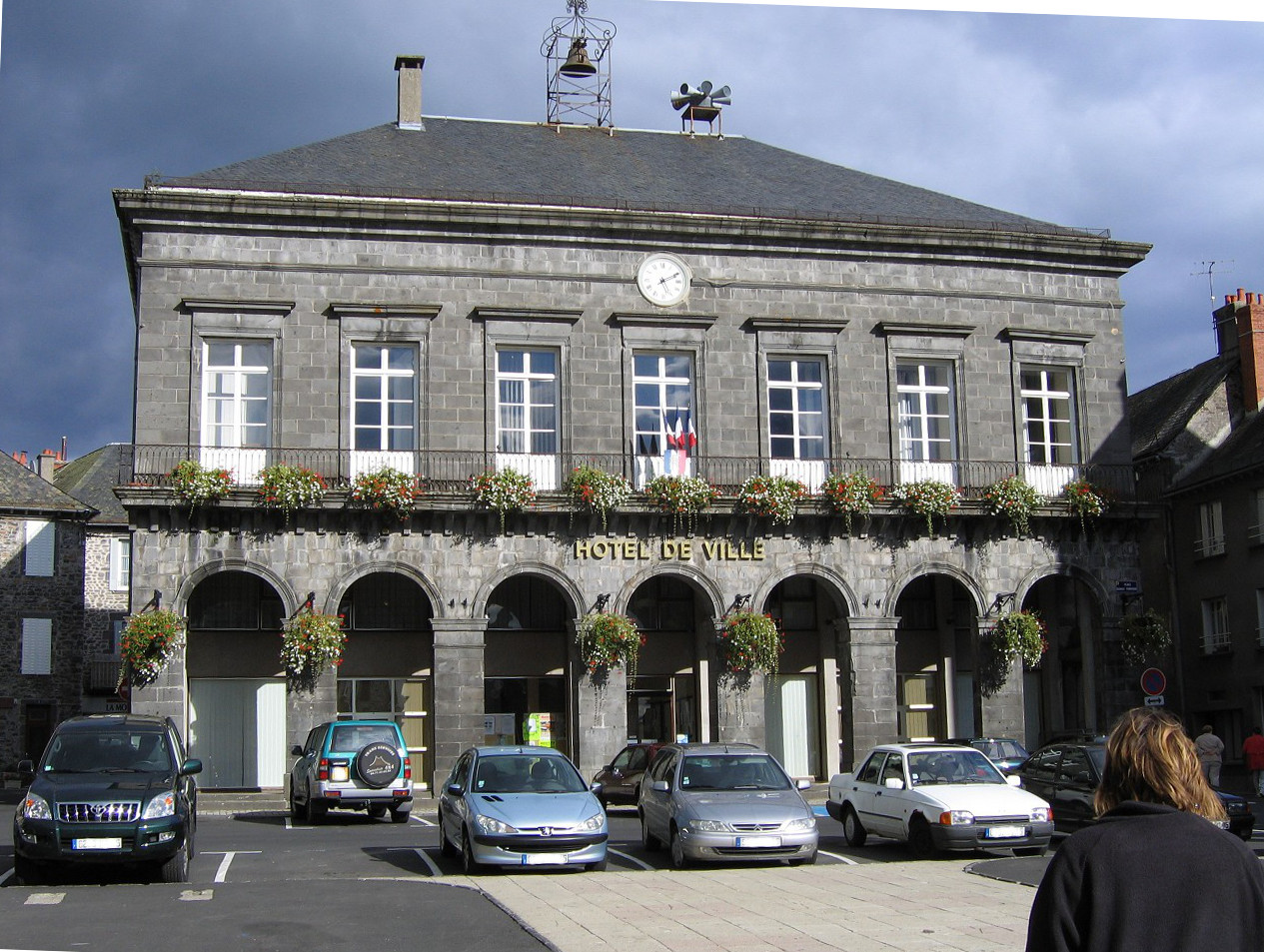
L'hôtel de ville de Mauriac.

| Période                                  | Période | Identité                       | Étiquette | Qualité                                         |
| ---------------------------------------- | ------- | ------------------------------ | --------- | ----------------------------------------------- |
| Les données manquantes sont à compléter. |         |                                |           |                                                 |
| 1560                                     |         | Jean de Laborie sr de Montalet |           | Premier consul élu                              |
| Les données manquantes sont à compléter. |         |                                |           |                                                 |
| 1766                                     | 1770    | M. Desjardins                  |           | Maire nommé, officier, chevalier de Saint-Louis |
| Les données manquantes sont à compléter. |         |                                |           |                                                 |

| Période                                  | Période  | Identité                           | Étiquette    | Qualité |
| ---------------------------------------- | -------- | ---------------------------------- | ------------ | --- |
| Les données manquantes sont à compléter. |          |                                    |              | |
| 1790                                     | 1792     | Paulin Duclaux                     |              | Président de l'Élection de Mauriac Député aux Cinq-Cents                                                                              |
| 1792                                     | 1794     | Jean François Ternat               |              | |
| 1794                                     | 1794     | Jean-Guillaume Lalo                |              | |
| 1794                                     | 1796     | Jean-Baptiste Vacher de Tournemine |              | Député Recteur Président du Tribunal                                                                                                  |
| 1796                                     | 1798     | Jean-Louis Violle                  |              | |
| 1798                                     | 1806     | Pierre-Guillaume Lalo              |              | Médecin |
| 1806                                     | 1811     | Pierre Galvaing                    |              | |
| 1811                                     | 1826     | Pierre-Joseph Grasset              |              | Officier d'état-major |
| 1826                                     | 1826     | Jean-Baptiste Vacher de Tournemine |              | |
| 1826                                     | 1831     | Étienne Vacher de Tournemire       |              | |
| 1831                                     | 1848     | Pierre-Joseph Grasset              |              | |
| 1848                                     | 1851     | Antoine Journiac                   |              | |
| 1851                                     | 1852     | Antoine Mathieu                    |              | |
| 1852                                     | 1867     | Guillaume Rongier                  |              | |
| 1867                                     | 1870     | Gabriel Dubreuil                   |              | |
| 1870                                     | 1871     | Pierre-Antoine Galvaing            |              | |
| 1871                                     | 1875     | Christophe-François Périer         |              | |
| 1875                                     | 1881     | Guillaume Bouiges                  |              | |
| 1881                                     | 1889     | Jean Robin                         |              | |
| 1889                                     | 1913     | Adrien Peyrac (1855-1916)          |              | Notaire, conseiller d'arrondissement                                                                                                  |
| 1913                                     | 1944     | Fernand Talandier                  | Rad. ind.    | Député Médecin - Eugène Lafarge, 1er adjoint en 1918                                                                                  |
| 1944                                     | 1945     | Jean Chastang                      |              | |
| 1945                                     | 1953     | Raymonde Périé                     |              | |
| 1953                                     | 1964     | Jean Lavigne                       |              | Entrepreneur |
| 1964                                     | 1965     | René Chavignier                    |              | Notaire |
| 1965                                     | 1983     | Augustin Chauvet                   | UDR puis RPR | Député Président du Conseil régional d'Auvergne Directeur au Ministère des finances                                                   |
| 1984                                     | 2001     | Alain Goldfeil                     | RPR puis UMP | Président du syndicat des quatre cantons Conseiller régional d'Auvergne Sous-préfet de Mauriac Directeur général de la ville de Paris |
| mars 2001                                | mai 2020 | Gérard Leymonie                    | UMP puis LR  | Conseiller général Président de la communauté du Pays de Mauriac                                                                      |
| mai 2020                                 | En cours | Edwige Zanchi                      | SE           | Médecin |